# Francolim-de-asa-cinzenta
O francolim-de-asa-cinzenta, também francolim-de-asas-cinzentas o francolim-d'asa-cinzenta  (Scleroptila afra) é uma espécie de ave da família Phasianidae.
Pode ser encontrada nos seguintes países: Lesoto e África do Sul.